# Deutsche Gesellschaft für Tropenmedizin, Reisemedizin und Globale Gesundheit
Die Deutsche Gesellschaft für Tropenmedizin, Reisemedizin und Globale Gesundheit (DTG) e. V. ist eine medizinische Fachgesellschaft, die sich der Förderung der Tropenmedizin und Reisemedizin widmet. Gegründet wurde sie im Jahr 1907 als „Deutsche Tropenmedizinische Gesellschaft“. Seit 2020 nennt sie sich „Deutsche Gesellschaft für Tropenmedizin, Reisemedizin und Globale Gesundheit (DTG) e. V.“.

## Ziele
Als wissenschaftliche Fachgesellschaft hat die DTG den Zusammenschluss von Humanmedizinern, Veterinärmedizinern, Natur- und Sozialwissenschaftlern zum Ziel, die auf den Gebieten Tropenmedizin, Reisemedizin und Globale Gesundheit praktizieren, forschen, beraten oder die daran besonders interessiert sind.

## Geschichte
Die DTG wurde 1907 in Hamburg gegründet. Die Geschichte der Gesellschaft ist seither eng mit dem Hamburger Bernhard-Nocht-Institut für Tropenmedizin verbunden. Im Jahr 1936 wurde sie im Rahmen der Gleichschaltung der Wissenschaften dem Dachverband „Deutsche Gesellschaft für Hyiene“ angeschlossen. In dieser Zeit kam es zu einer Kopplung von Tropenmedizin und nationalsozialistischer Rassenhygiene. Jüdische Mitglieder wurden aus der DTG gedrängt, so z. B. der Bakteriologe und Hygieniker Max Neisser. Ideologisch legte die Fachgesellschaft in der Folgezeit ihren Schwerpunkt auf die Rückgewinnung der deutschen Kolonien in Afrika und der Kolonisierung Osteuropas. Mehrere bekannte Mitglieder, unter ihnen Claus Schilling, Peter Mühlens und Gerhard Rose, beteiligten sich im Nationalsozialismus an verbrecherischen Experimenten in Konzentrationslagern.
Seit 1945 ruhten die Aktivitäten der DTG, d. h. sie war faktisch aufgelöst. Im Jahr 1962 wurde die DTG neu gegründet und 1997 in „Deutsche Gesellschaft für Tropenmedizin und Internationale Gesundheit“ und 2019 in "Deutsche Gesellschaft für Tropenmedizin und Globale Gesundheit" umbenannt. Im Jahr 2020 wurde der Namen der Gesellschaft schließlich zu "Deutsche Gesellschaft für Tropenmedizin, Reisemedizin und Globale Gesundheit" erweitert. Abkürzung (DTG) und Logo änderten sich dabei nicht.

## Aktivitäten
In den Fachgebieten Tropenmedizin und Globale Gesundheit beschäftigt sich die DTG mit den medizinischen und gesundheitlichen Problemen in Regionen mit besonderen klimatischen Bedingungen sowie mit armutsassoziierten Erkrankungen. Dies umfasst alle Aspekte der klinischen Medizin, Hygiene und Mikrobiologie, Epidemiologie, Sozial- und Umweltmedizin, Ernährungsmedizin, Klima und Gesundheit und verwandte Fachgebiete.
Weiterhin befasst sich die DTG mit der präventivmedizinischen Beratung und Betreuung von Reisenden vor und nach Aufenthalten in den Tropen, Subtropen und Regionen mit besonderen klimatischen Bedingungen sowie mit der Diagnostik und Behandlung importierter Erkrankungen bei Reisenden und Migrierenden. Für diese Aufgabe wurde ein Ständiger Ausschuss Reisemedizin (StAR) aus Vertretern verschiedener Tropeninstitute, Gesellschaften und Institutionen eingerichtet, der Evidenz-basierte Stellungnahmen zu aktuellen reisemedizinischen Fragen erarbeitet.
Zu den Aufgaben der Gesellschaft gehört der Erfahrungsaustausch zwischen In- und Ausland, die Förderung von Forschung und Lehre, die Nachwuchsförderung, die Unterstützung der Fort- und Weiterbildung auf diesem Gebiet, sowohl in Deutschland als auch im tropischen Ausland, ferner die Beratung von Behörden und Organisationen sowie die Aufklärung auf den Gebieten der Tropen- und Reisemedizin, einschließlich der Erstellung aktueller, Evidenz-basierter Leitlinien und Empfehlungen. So erstellt die DTG Leitlinien und Empfehlungen zu Diagnostik, Therapie und Prophylaxe von Tropenkrankheiten und zu reisemedizinischen Themen (z. B. Malariaprophylaxe und Reiseimpfungen) und arbeitet an Resolutionen der Weltgesundheitsorganisation mit.
Die Gesellschaft verfolgt ausschließlich gemeinnützige und wissenschaftliche Zwecke. Mindestens alle zwei Jahre wird eine Jahrestagung ausgerichtet, bei der auch die ordentliche Mitgliederversammlung stattfindet. Mitgliederrundschreiben werden in der Zeitschrift Flugmedizin Tropenmedizin Reisemedizin (FTR) veröffentlicht. Regelmäßig wird ein Preis für Tropenmedizin zur Förderung jüngerer Wissenschaftler ausgeschrieben. Auf ihrer Homepage unterhält die DTG ein Verzeichnis von Ärzten mit gültigem Zertifikat Reisemedizin bzw. Zertifikat Arbeitsaufenthalt in der Tropen sowie ein Verzeichnis offizieller Gelbfieberimpfstellen.

## Kurse und Fortbildungen
Die DTG führt allgemeine Fortbildungen zu den Themen Tropen- und Reisemedizin, Public Health, Globale Gesundheit und Arbeitsmedizin durch und verleiht verschiedene Zertifikate (z. B. Reisemedizin, Arbeitsaufenthalt in den Tropen, Flüchtlingsmedizin).

## Mitgliedschaften
Die DTG ist Mitglied der Arbeitsgemeinschaft der Wissenschaftlichen Medizinischen Fachgesellschaften (AWMF), der Arbeitsgemeinschaft Wissenschaftlicher Fachgesellschaften in der Infektiologie (AFIM) und der International Federation for Tropical Medicine (IFTM). Außerdem ist die Gesellschaft Gründungsmitglied der Federation of European Societies for Tropical Medicine and International Health (FESTMIH), die seit 1995 die europäischen Gesellschaften als Dachverband zusammenschließt und den European Congress on Tropical Medicine and International Health (ECTMIH) ausrichtet. An der Ausrichtung der Northern European Conference on Travel Medicine (NECTM) sowie des Kongresses für Infektionskrankheiten und Tropenmedizin (KIT) ist die DTG beteiligt. Einmal im Jahr veranstaltet die DTG gemeinsam mit dem Gesundheitsdienst des Auswärtigen Amts in Berlin ein Symposium zur reisemedizinischen Fortbildung und ist Mitglied im Global Health Hub Germany (GHHG) sowie regelmäßig beim World Health Summit (WHS) in Berlin vertreten.

## Vorsitzende
| Wahljahr | 1. Vorsitzender           |
| 1907     | Erwin von Baelz           |
| 1925     | Bernhard Nocht            |
| 1936     | Peter Mühlens             |
| 1962     | Walter Kikuth             |
| 1962     | Rudolf Wetzel             |
| 1965     | Werner Mohr               |
| 1969     | Hermann Knüttgen          |
| 1971     | H.-H. Schuhmacher         |
| 1975     | Karl Enigk                |
| 1977     | Dietrich Wegner           |
| 1979     | Hans Jochen Diesfeld      |
| 1981     | Josef Boch                |
| 1983     | Wolfram Karl-Josef Höfler |
| 1985     | Franz Hörchner            |
| 1987     | Dietrich Büttner          |
| 1989     | Frank-Peter Schelp        |
| 1991     | Dieter Mehlitz            |
| 1993     | Rolf Korte                |
| 1997     | Jürgen Knobloch           |
| 2001     | Emil Reisinger            |
| 2005     | Gerd Burchard             |
| 2009     | Thomas Löscher            |
| 2014     | Gerd Burchard             |
| 2016     | Carsten Köhler            |

## Nachwuchsförderung
Der Ausschuss Nachwuchsförderung und Ausbildung vertritt innerhalb der DTG die Anliegen von Studierenden und Weiterbildungsassistenten im Bereich Tropenmedizin und Globale Gesundheit und hat zum Ziel, junge Ärzte für die Tropenmedizin zu interessieren.